# Sibel Tüzün
Sibel Tüzün (Istanbul, 29 settembre 1971) è una cantante pop/rock turca.
Ha rappresentato il suo paese all'Eurovision Song Contest 2006 e si è classificata undicesima con la canzone "Süperstar".

## Biografia
Sibel Tüzün inizia la sua carriera nel coro dei bambini della TRT (radio e televisione di stato turche), continuando poi nel coro giovanile, dove incontra e fa amicizia con Gökçen Koray, Cenan Akın e Hikmet Şimşek.
Fin da giovane mostra un certo interesse per la musica rock e pop; interesse che coltiva negli anni in cui frequenta la Beşiktaş Atatürk Anadolu Lisesi e che culmina con un terzo posto ad un concorso canoro dedicato ai ragazzi delle scuole superiori turche.
Nel 1988 entra all'İstanbul Devlet Konservatuvarı, il più prestigioso conservatorio della Turchia, laureandosi con successo. Pochi anni dopo, esattamente nel 1991, Sibel decide di dedicarsi alla carriera di musicista professionista firmando un contratto con la Raks Müzik e incidendo per questa etichetta il suo primo album da solista, dal titolo Ah Biz Kışlar, pubblicato nel 1992, seguito da un lungo tour in giro per la Turchia.
L'anno successivo, dopo aver lavorato per un certo periodo con Robert Bricknell a Londra, torna in patria e pubblica il suo secondo album, Nefes Keser Aşklar (1995), lavoro di grande successo, che consacrerà Sibel come artista affermata, con buona pace di chi pensava che la sua carriera sarebbe stata una cometa.
Dopo un secondo tour, Sibel firma un accordo con la Arinna Müzik e pubblica il suo terzo album: Hayat Buysa Ben Yokum Bu Yolda, pubblicato nel 1998, contenente otto canzoni il cui testo vede per autrice la stessa Tüzün. È un lavoro molto curato, ben eseguito e che mostra una Sibel Tüzün in ottima forma, capace di affrontare il genere grunge in maniera disinvolta e completa.
L'album accresce la sua fama e mostra al grande pubblico le capacità non solo vocali di Sibel, ma anche come autrice e produttrice, e il successo è tale da farla arrivare in Francia, dove i suoi video vengono trasmessi dalla rete MCM, e successivamente nel resto d'Europa, facendola diventare una star a livello continentale.
Il lavoro successivo, Yine Yalnızım, del 2002, in cui la Tüzün lavora col suo compagno Serhat Merdivenci, consolida la sua fama a livello europeo.
L'anno successivo viene pubblicato Kırmızı, nel quale l'artista cambia decisamente genere: dal rock-grunge dei primi album si passa a suoni più dolci, etnici e sensuali, con testi più romantici. Se in Hayat Buysa Ben Yokum Bu Yolda alcune canzoni avevano testi di denuncia (ricordiamo proprio la title track, il cui titolo significa "Se Questo È Il Mondo, Io Non Ci Sto" e "Cannetin Çocukları", ossia "I Bambini Del Paradiso", in cui Sibel immagina i pensieri dei bambini ancora non nati e i loro commenti a questo mondo fatto di egoismo, pregiudizi e violenza), Kırmızı mostra il lato più romantico dell'artista in canzoni come Hakikaten (veramente), in cui, con voce dolce, Sibel cinguetta «Veramente mi amerai? Veramente non mi farai soffrire?», Nihayet (finalmente) e la stessa Kırmızı.
L'album fu concepito per essere una raccolta di duetti, ma il progetto non andò in porto, e la Tüzün lo incise da solista.
Il sesto album, Kıpkırmızı, è una sorta di EP, comprendente diversi remix di brani già presenti in Kırmızı ed alcune versioni in greco.
Dopo l'uscita di questo album Sibel prende alcuni anni di pausa, annunciando l'imminente nascita del suo primo figlio
Il suo rientro sulle scene musicali avviene in grande stile, nel 2006, come rappresentante della Turchia all'Eurofestival, con il brano Süper Star. Il brano rappresenta una nuova virata nel genere musicale esplorato da Sibel: si tratta di un azzeccato incontro tra la discodance anni Settanta e la musica tradizionale orientale. Riceve 12 punti dalla Francia, ma non arriva oltre l'11 posto.
È del 2008 la pubblicazione di due nuovi singoli, Aç Telefonu e Yaz Aşkı, che precedono l'uscita del nuovo album, attesa per settembre 2008. Il genere è ancora musica dance, come nel caso di Süper Star. Sibel è ora molto più appariscente e sofisticata e sia per il nuovo genere musicale esplorato, sia per il nuovo look più aggressivo e patinato, si laurea in Turchia e in Europa icona gay.
Nel 2010 esce finalmente il nuovo album della Tüzün che comprende purtroppo solo cinque tracce. Segna il ritorno dell'artista non solo nel mercato musicale turco (era stata assente per due anni, durante i quali aveva fatto jazz ma non aveva inciso dischi) ma anche al genere più etnico. "Saten", questo è il titolo del nuovo album, ha infatti nuovamente sapori squisitamente anatolici. Niente più grunge, rock, pop o dance per Sibel Tüzün dunque, ma nuovamente etno-pop, cosa che non stupisce, dato che la cantante ha abituato il suo pubblico a repentini e radicali cambi di immagine, stile e genere musicale esplorato.
Sibel è anche una sportiva, appassionata di vela e rally.

## Discografia

### Album
- Ah Biz Kızlar (Oh, noi ragazze) (1992)
- Nefes Keser Aşklar (L'amore che ti toglie il respiro) (1995)
- Hayat Buysa Ben Yokum Bu Yolda (Se questa è vita, io non ci sto) (1998)
- Yine Yalnızım (Ancora sola) (2002)
- Kırmızı (Rosso) (2003)
- Kıpkırmızı (Rosso cremisi) (2004)
- Saten (2010)

### Singoli
- Seviyorum Seveceğim (Ti amo e ti amerò) (2005)
- Süper Star / Superstar (2006)
- Aç Telefonu (Rispondi al telefono) (2008)
- Yaz Aşkı (Amore estivo) (2008)
- Erkekleri Tanıyın (A proposito di uomini) (2010)
- Sana Anlatmam Lazım (Devo dire) (2011)